# 닐 모페이
닐 모페이 (Neal Maupay, 1996년 8월 14일 ~ )는 프랑스의 축구 선수이며, 마르세유에서 스트라이커로 뛰고 있다.